# Seznam pisateljev
Seznam pisateljev je krovni seznam za pisatelje po narodnosti.

## A
- seznam albanskih pisateljev
- seznam alžirskih pisateljev
- seznam ameriških pisateljev
- seznam angleških pisateljev
- seznam armenskih pisateljev
- seznam avstralskih pisateljev
- seznam avstrijskih pisateljev

## B
- seznam belgijskih pisateljev
- seznam beloruskih pisateljev
- seznam bolgarskih pisateljev
- seznam bosanskohercegovskih pisateljev
- seznam brazilskih pisateljev

## Č
- seznam čeških pisateljev
- seznam čilenskih pisateljev
- seznam črnogorskih pisateljev

## D
- seznam danskih pisateljev

## E
- seznam egipčanskih pisateljev
- seznam estonskih pisateljev

## F
- seznam finskih pisateljev
- seznam francoskih pisateljev

## G
- seznam grških pisateljev
- seznam gvatemalskih pisateljev

## H
- seznam hrvaških pisateljev

## I
- seznam indijskih pisateljev
- seznam irskih pisateljev
- seznam islandskih pisateljev
- seznam italijanskih pisateljev
- seznam izraelskih pisateljev

## J
- seznam japonskih pisateljev
- seznam judovskih pisateljev
- seznam južnoafričanskih pisateljev

## K
- seznam kanadskih pisateljev
- seznam kenijskih pisateljev
- seznam kirgizijskih pisateljev
- seznam kitajskih pisateljev
- seznam kolumbijskih pisateljev
- seznam kubanskih pisateljev

## M
- seznam madžarskih pisateljev
- seznam makedonskih pisateljev
- seznam maroških pisateljev
- seznam mehiških pisateljev
- seznam nemških pisateljev

## N
- seznam nemških pisateljev
- seznam nigerijskih pisateljev
- seznam nizozemskih pisateljev
- seznam norveških pisateljev
- seznam novozelandskih pisateljev

## P
- seznam paragvajskih pisateljev
- seznam perujskih pisateljev
- seznam poljskih pisateljev
- seznam portugalskih pisateljev

## R
- seznam rimskih pisateljev
- seznam romunskih pisateljev
- seznam ruskih pisateljev

## S
- seznam srbskih pisateljev
- seznam slovenskih pisateljev

## Š
- seznam škotskih pisateljev
- seznam španskih pisateljev
- seznam švedskih pisateljev
- seznam švicarskih pisateljev

## T
- seznam turških pisateljev

## U
- seznam ukrajinskih pisateljev
- seznam urugvajskih pisateljev
- seznam uzbekistanskih pisateljev

## V
- seznam venezuelskih pisateljev